# Alceste à bicyclette
Pour plus de détails, voir Fiche technique et Distribution.
Alceste à bicyclette est une comédie française réalisé par Philippe Le Guay, sortie en 2013.

## Synopsis
Gauthier Valence, acteur de cinéma et télévision qui connaît un grand succès, a décidé de monter lui-même Le Misanthrope. Il effectue un voyage express à l'île de Ré afin de commencer la distribution des rôles. Il espère y convaincre son ami et grand acteur, Serge Tanneur, de remonter sur les planches.
Tanneur, dont Valence estime le talent (et envers qui il éprouve même de la reconnaissance pour avoir bénéficié de ses conseils lors de ses débuts), a tout arrêté brutalement au sommet de sa carrière, puis complètement coupé les ponts avec le métier. Il vit depuis plusieurs années en ermite, sur l'île, comme il peut, dans une vieille maison délabrée dont il a hérité.
Quand Valence lui propose de jouer dans Le Misanthrope, Tanneur, admiratif de la pièce et en parfaite adéquation avec son personnage principal mais très réticent à l'idée de renouer avec un milieu qu'il a appris à exécrer (« tous des traîtres, personne à qui se fier, ne pensent qu'à leur profit personnel »), se laisse peu à peu tenter par la perspective d'incarner Alceste (même s'il est convenu avec Valence d'alterner ce rôle avec celui de Philinte une semaine sur deux), de retravailler avec un acteur ami de longue date (qui serait l'exception d'un milieu pourri) et de recréer avec lui ce qu'il considère comme la plus belle pièce du répertoire français.
Valence reste donc sur place et les répétitions, en fait un travail minutieux des grandes scènes entre Alceste et Philinte, commencent, étant convenu que Tanneur a quatre jours de réflexion avant de s'engager définitivement.
Entre les répétitions, il y a des balades à bicyclette au bord de l'océan, des visites immobilières (Valence se déclarant tenté par l'achat d'une maison dans l'île), lesquelles débouchent bientôt sur la rencontre d'une belle Italienne que le « misanthrope » Tanneur se prend à apprécier. Les deux acteurs auront-ils assez de respect l'un pour l'autre, assez de maîtrise d'eux-mêmes pour que l'alternance hebdomadaire du meilleur rôle de la pièce puisse entrer dans les faits lors de la tournée prévue ?

## Fiche technique
- Titre : Alceste à bicyclette (titre québécois : Molière à bicyclette)
- Réalisation : Philippe Le Guay
- Scénario : Philippe Le Guay et Fabrice Luchini
- Premier assistant réalisateur : Hubert Engammare
- Directeur de la photographie : Jean-Claude Larrieu
- Montage : Monica Coleman
- Directeur artistique : Lionel Mathis, Tatiana Vialle et Étienne Rohde
- Musique : Jorge Arriagada
- Producteur : Anne-Dominique Toussaint
- Production : Pathé, Les Films des Tournelles, Appaloosa Developpement et France 2 Cinéma
- Distribution : Pathé Distribution
- Pays d'origine :  France
- Tournage : du 12 mars au 27 avril 2012 (Île de Ré, La Rochelle)
- Genre : comédie
- Durée : 104 minutes
- Dates de sortie : 
  - France et Belgique : 16 janvier 2013
- Dates de sortie DVD : 
  - France et Belgique : 22 mai 2013

## Distribution
- Fabrice Luchini : Serge Tanneur
- Lambert Wilson : Gauthier Valence
- Maya Sansa : Francesca
- Laurie Bordesoules : Zoé
- Camille Japy : Christine, la compagne de Gauthier
- Annie Mercier : Tamara
- Ged Marlon : Meynard, l'agent immobilier
- Stéphan Wojtowicz : Le chauffeur de taxi
- Christine Murillo : madame Francon
- Josiane Stoléru : Raphaëlle La Puisaye
- Édith Le Merdy : madame Bichet
- Gilles Treton : Rizal
- Julie-Anne Roth : Betty
- Philippe du Janerand : Le directeur du théâtre
- Patrick Bonnel : Roussel
- Jean-Charles Delaume : Philinte sur scène

## Musique
- La bande originale du film Alceste à bicyclette est incluse sur le CD Les Musiques de Jorge Arriagada pour les Films de Philippe Le Guay, paru chez Disques Cinémusique en 2013. Voir la présentation en ligne.

## Accueil

### Box-office
| Pays ou région | Box-office        | Date d'arrêt du box-office | Nombre de semaines |
| -------------- | ----------------- | -------------------------- | ------------------ |
| France         | 1 169 254 entrées | 30 avril 2013              | 15                 |

## Distinctions

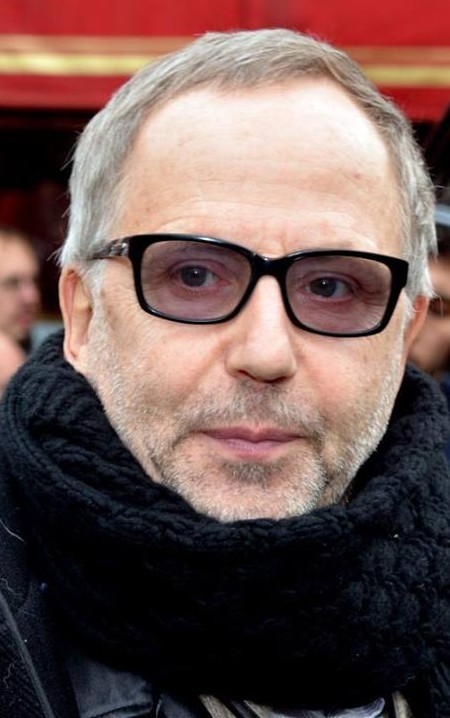
L'acteur principal Fabrice Luchini, au déjeuner des nommés aux Césars 2014.

### Nominations et sélections
- Festival du film de Tribeca 2013
- Festival international du film de Palm Springs 2014 : sélection « World Cinema Now »
- Césars 2014 : 
  - meilleur acteur pour Fabrice Luchini
  - meilleur scénario original pour Philippe Le Guay
  - meilleure musique pour Jorge Arriagada

## Autour du film
- Fabrice Luchini interprétait déjà un personnage de Molière, Monsieur Jourdain, dans le Molière de Laurent Tirard (2007), avec également une partenaire italienne : Laura Morante.
- Gauthier Valence (joué par Lambert Wilson) fait une allusion, pendant le film, au rôle de Beaumarchais joué par Serge Tanneur, le personnage de Fabrice Luchini. Il peut s'agir d'une référence au film Beaumarchais, l'insolent de Édouard Molinaro (1996), dans lequel Luchini interprète Beaumarchais, mais dans lequel Lambert Wilson ne joue pas.
- Lambert Wilson lui-même a interprété Alceste en 2019, au théâtre, dans une mise en scène du Misanthrope conçue par Peter Stein[2].